# Vinterbad

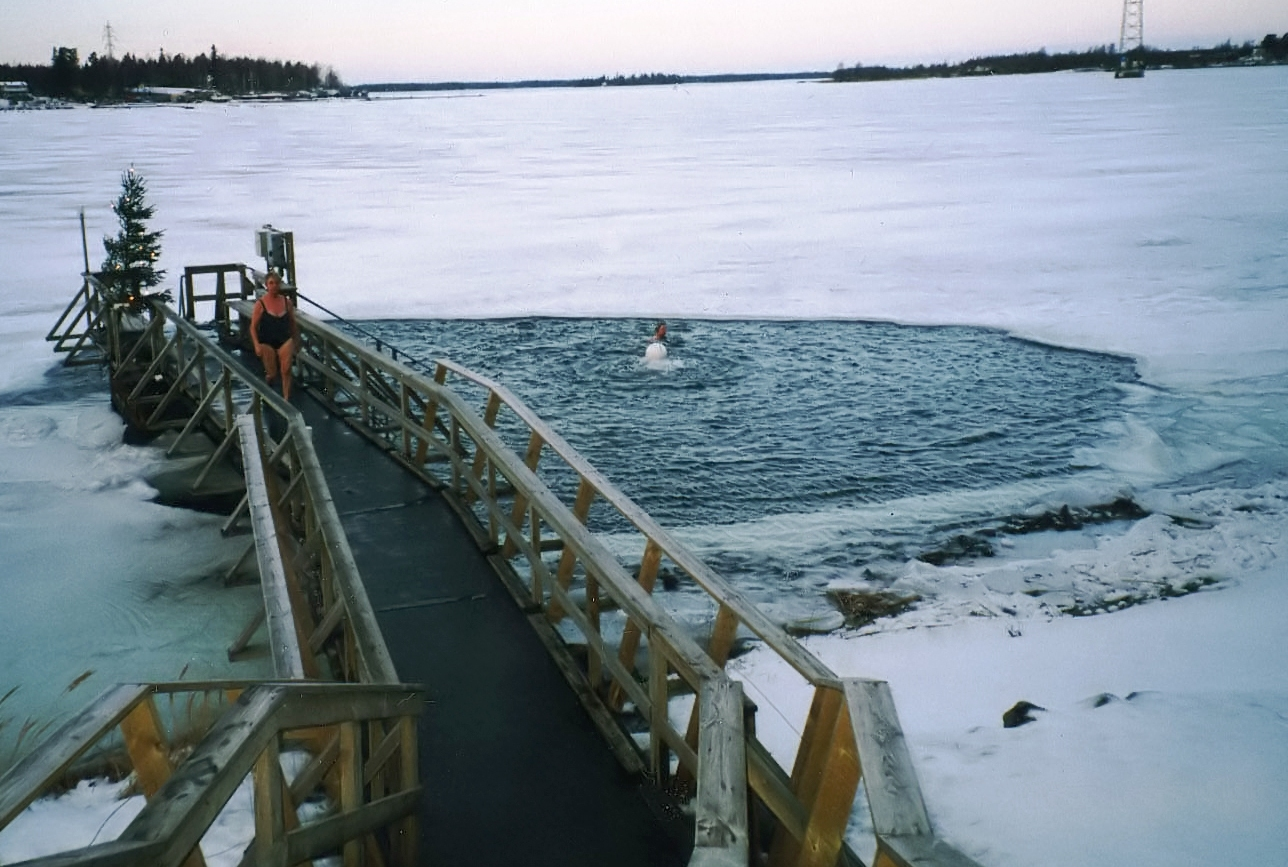
Vinterbad i Vasa i Finland.

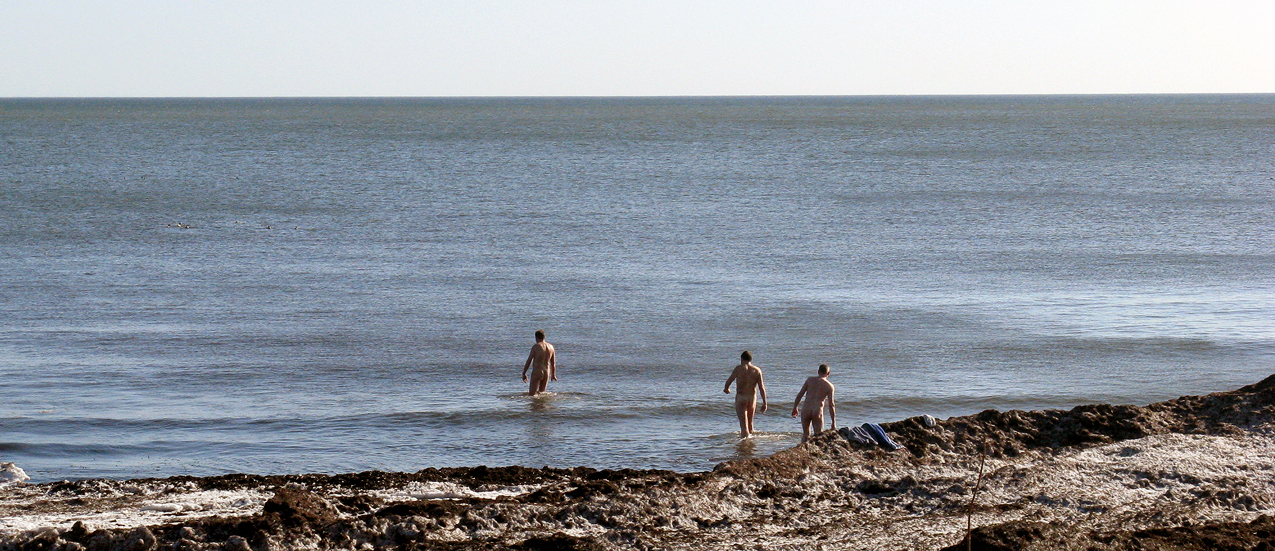
Vinterbadare i Ystad 2012.

Vinterbad är bad i öppet vatten under vintern, ofta i en isvak. Tävlingsgrenen heter vintersimning.

## Vinterbad
Vinterbad förekommer regelbundet i Ryssland, Kina, Nordamerika och Norden och sägs vara bra för hälsan. Några påtagliga långvariga hälsoeffekter har dock inte kunnat beläggas vetenskapligt.
Personer med hjärtproblem kan dock ha en förhöjd risk att drabbas av köldchock, det vill säga arytmi, eller i värsta fall hjärtstopp vid vinterbad.

## Vintersimning
Vintersimning, eller vintersim, är en tävlingsgren, där den simmande ska tillryggalägga viss sträcka i nära nollgradigt vatten på så kort tid som möjligt. Bassängen består oftast av en utskuren vak i en sjö eller älv eller annat naturligt vattendrag, vilket begränsar utbudet av länder som kan ämna sig åt vintersimning.

### Världsmästerskap i vintersimning

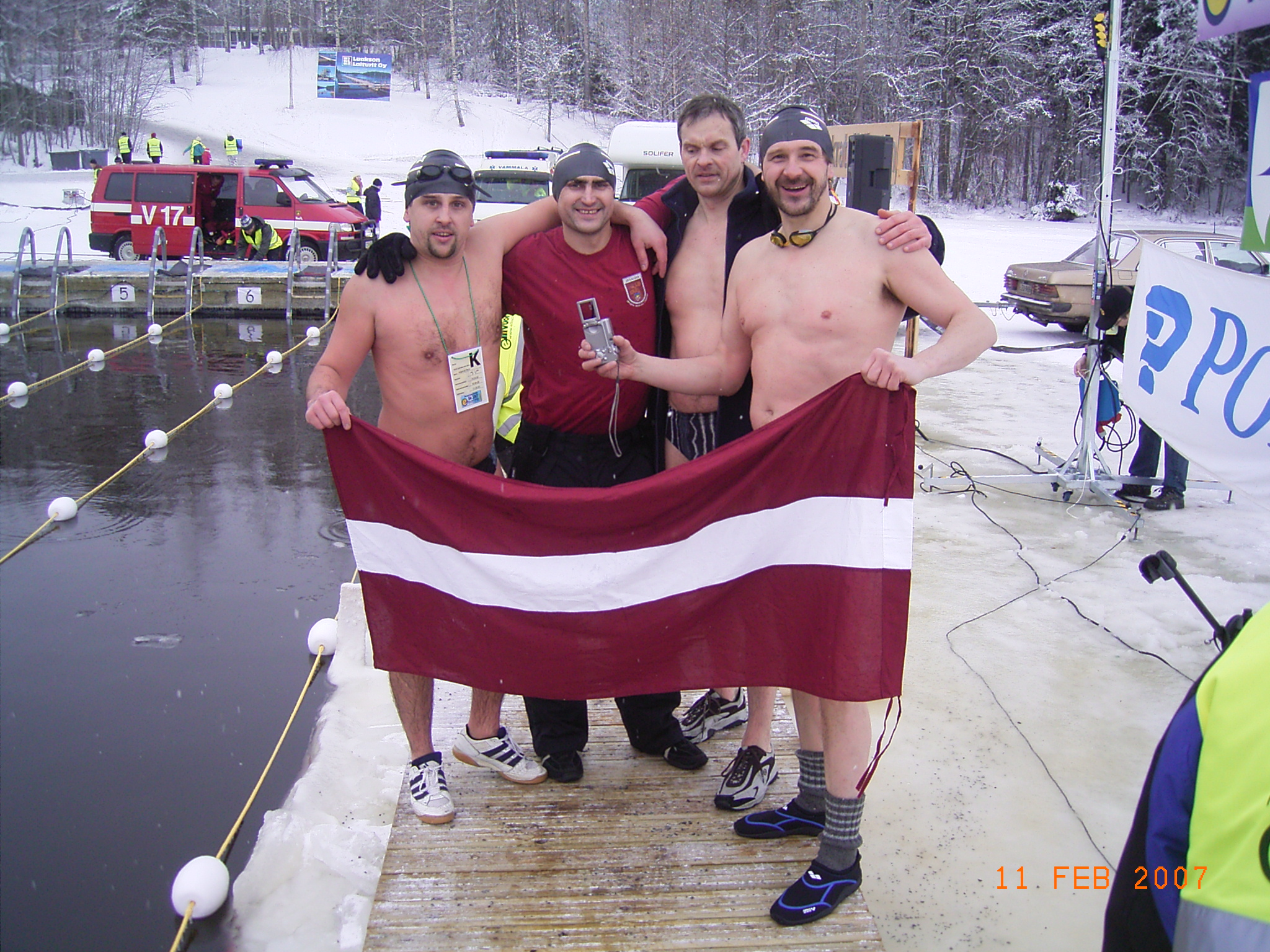
Lettiska laget i VM 2007.

Sedan år 2000 bedrivs världsmästerskap i vintersimning (Winter Swimming World Championships, WSWC) vartannat år. Man tävlar i 25 (bröstsim och fri stil), 50 (fri stil) och 450 meter (fri stil), samt 4x25 meter (bröstsim). De första åren arrangerades mästerskapen i Finland, men har på senare år även arrangerats i Storbritannien (2008), Slovenien (2010) och Lettland (2012).
Vid mästerskapen i lettländska Jurmala 2012 var estländaren Henri Kaarma snabbast på 450 meter med en tid på knappa sex minuter (00:05:45.68). Bäst i damklassen var svenskan 
Anna-Carin Nordin på 00:06:59.83.

#### Arrangerande länder
| år   | stad och land          | antal deltagare |
| ---- | ---------------------- | --------------- |
| 2000 | Helsingfors, Finland   | 500             |
| 2001 | Jyväskylä              | 700             |
| 2002 | Kajana                 | 650             |
| 2004 | Muonio                 | 300             |
| 2006 | Uleåborg               | 980             |
| 2008 | London, Storbritannien | 680             |
| 2010 | Bled, Slovenien        | 790             |
| 2012 | Jurmala, Lettland      | 1129            |
| 2014 | Rovaniemi, Finland     | 1244            |
| 2016 | Tyumen, Ryssland       | 1275            |

### Svenska mästerskap

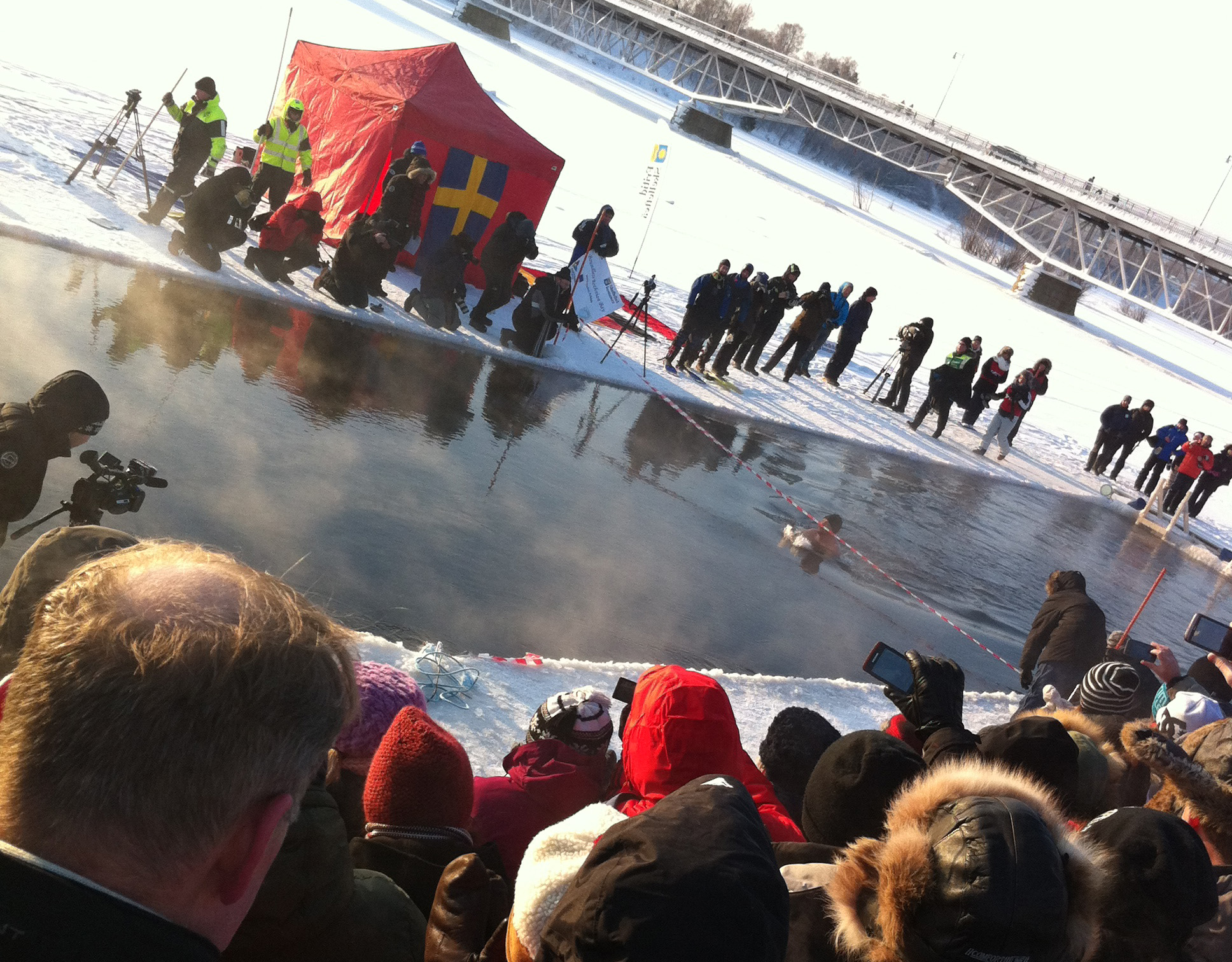
Fritidsnämndens ordförande Daniel Ådin inviger landets första SM i Vintersimning i Skellefteå 2012 i trettiogradig kyla.

De första svenska mästerskapen i vintersim hölls 4 februari 2012 i västerbottniska Skellefteå med ett 40-tal deltagare. 
Arrangörer var "Föreningen för Mörkrets och Kylans Glada Vänner", som är ansluten till International Winter Swimming Association och medlem i Svenska Frisksportförbundet. Avsikten är genomföra SM-tävlingar i vintersimning varje år på olika platser i landet. I Skellefteå kommer man årligen arrangera ett Scandinavian Open. Föreningen har ansökt om att få arrangera VM 2016 i Skellefteå.